# 1986 في فنلندا
فيما يلي قوائم الأحداث التي وقعت خلال عام 1986 في فنلندا.

## أفلام
من الأفلام التي صدرت هذه السنة في فنلندا:
- 1 يناير – ظلال في الجنة من إخراج أكي كاوريسمكي.

## مواليد

### أغسطس
- 8 أغسطس – كاسبر هاماليانين لاعب كرة قدم فنلندي.

### سبتمبر
- 27 سبتمبر – صامويل هانبا لاعب كرة سلة فنلندي.

## وفيات

### أبريل
- 13 أبريل – سولو بارلوند (مواليد 1910) رياضي فنلندي.

### أغسطس
- 31 أغسطس – أورهو ككونن (مواليد 1900)